# Window Maker

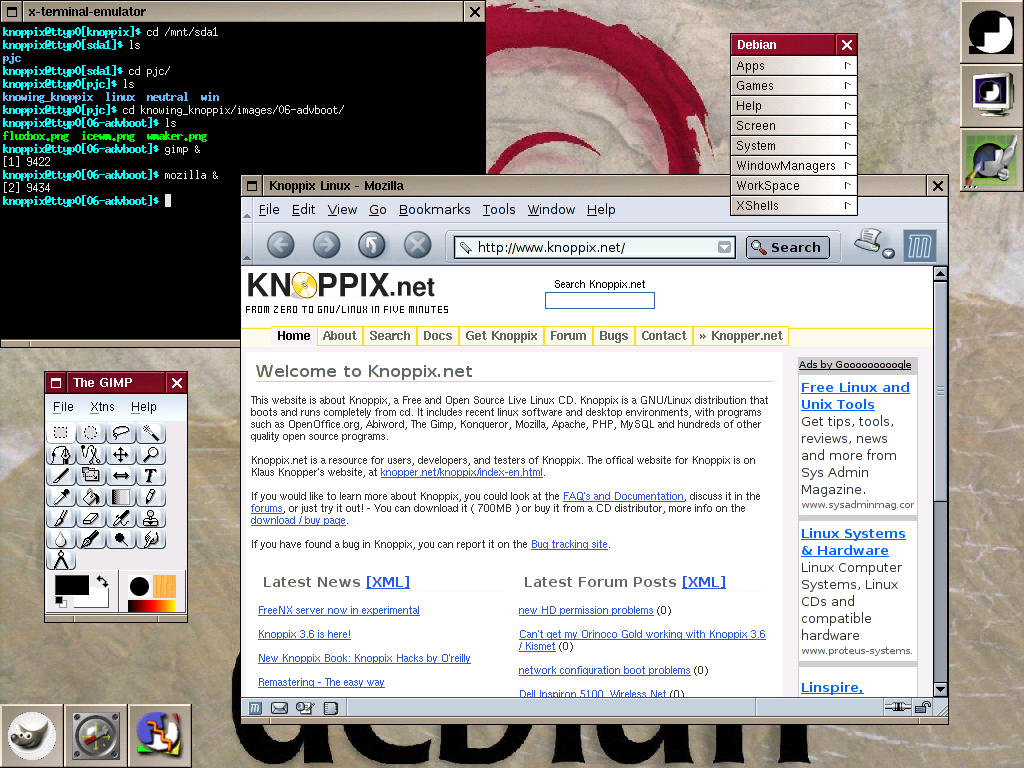
WindowMaker en action

Window Maker est un gestionnaire de fenêtres libre pour X Window. Il a été développé à l'origine par Alfredo K. Kojima, également auteur d'AfterStep. Son apparence est très semblable à celle de l'interface de NeXTSTEP, et il est conçu pour fonctionner de pair avec GNUstep. Ce projet fait partie du projet GNU.
WindowMaker est assez rapide, facile à prendre en main et à configurer[réf. nécessaire]. On le retrouve dans beaucoup de distributions GNU/Linux.

## Fonctionnalités
On trouve dans WindowMaker des fonctionnalités très pratiques comme :
- le Trombone (clip), qui permet de naviguer entre bureaux virtuels (workspaces) le Dock qui permet de lancer rapidement des applications à partir d'une barre d'icônes ;
- les Dock Apps, qui sont des logiciels de la taille d'un bouton, et qui permettent d'afficher des informations ou d'offrir diverses fonctions à l'utilisateur ;
- l'accès facile au menu principal, qui se fait en cliquant avec le bouton droit de la souris, sur le fond de l'écran.

Privilégiant la stabilité et l'efficacité du logiciel sur le nombre de fonctionnalités, les versions de WindowMaker ont été peu nombreuses ces dernières années. La version 0.95.1 est sortie en janvier 2012 alors que la version précédente datait de 2005.

## Vue d'ensemble
Window Maker a la réputation d'être relativement rapide et efficace comparé à beaucoup d'autres gestionnaires de fenêtres et de systèmes d'exploitation et est souvent utilisé sur des machines plus anciennes. Window Maker est également connu pour être configurable et convivial, partiellement grâce à sa petite taille et sa simplicité qui fait qu'il est relativement facile à comprendre.
Il utilise les widgets WINGs communs à plusieurs autres applications, comprenant un gestionnaire d'affichage appelé WINGs Display Manager (WDM) et beaucoup de dockapps. Les applets qui s'intègrent dans le Dock et le Clip de Window Maker sont compatibles avec celles du Wharf d'AfterStep.

## Histoire
Window Maker fut originellement écrit par Alfredo Kojima, un programmeur brésilien, pour l'environnement de bureau GNUstep. Il était au départ censé être une version améliorée du gestionnaire de fenêtres AfterStep.

## Récupération et utilisation de Window Maker
Window Maker est inclus dans beaucoup de systèmes d'exploitation de type UNIX. Par exemple : Slackware, Red Hat et Mandriva comportent tous deux d'autres bureaux graphiques en option, les utilisateurs de Debian et Ubuntu ont des  paquets nommés "wmaker", tandis que FreeBSD, NetBSD, et OpenBSD l'offrent en tant que port et paquet. Par le biais de Fink, il est également possible de télécharger et installer sur Mac OS X un paquet de Window Maker et d'en faire le gestionnaire de fenêtre par défaut d'Apple X11 (ou d'X.org installé via Fink). Il est aussi proposé par défaut dans Cygwin.
L'apparence par défaut peut paraître déroutante pour ceux qui s'attendent à avoir une barre des tâches et un menu démarrer, mais toutes les applications sont accessibles par un clic droit sur le fond d'écran afin d'obtenir le menu principal. Les utilisateurs de claviers peuvent utiliser F12 pour le menu d'application et F11 pour un menu fenêtre.
Window Maker lui-même peut être configuré en double cliquant sur l'icône avec un tournevis blanc en haut à droite de l'écran (ou sur le logo Window Maker, dans les versions récentes), alors qu'une icône représentant le moniteur d'un ordinateur est utilisée pour lancer une fenêtre de commandes. L'icône d'un trombone est utilisée pour tourner entre les espaces de travail.
Les icônes d'applications et les applications dockées apparaissent au bas de l'écran et peuvent être recouvertes par des fenêtres quand elles sont maximisées ; les déplacer vers la droite de l'écran les rendra permanentes. Un clic droit sur un de ses bords permettra ajuster sa configuration.

## Applications utiles
Les applications dockables (dockapps) typiques de WM sont les horloges et les applications de contrôle (monitoring) du système. Rien que pour la fonctionnalité de l'horloge, il y a de nombreuses implémentations, incluant mais pas limité à wmcalclock, wmtime, wmclock, wmclockmon. Pour le monitoring, il existe wmload, wmavgload, wmmon, wmnet, wmnd, etc. Beaucoup d'autres dockapps sont disponibles, dont des applications qui montrent des paramètres systèmes variés, lancent d'autres applications, etc.
Pour changer le fond d'écran, on peut utiliser la commande wmsetbg -s -u [filename.jpg] - il est possible de créer un menu qui montre automatiquement et permet de sélectionner un fond d'écran dans un répertoire, voir ci-dessous.
L'outil de configuration WPrefs permet de personnaliser la plupart des préférences de Window Maker, tandis que des programmes tels que wmakerconf ont été développés pour fournir des options de configuration additionnels.
Les fichiers de configuration sont typiquement stockés dans ~/GNUstep/.

## Menu
L’outil de configuration permet d’éditer graphiquement le menu application, ce qui est sauvé dans ~/GNUstep/Defaults/WMRootMenu en tant que fichier texte et peut être facilement lu et édité (ou généré automatiquement si une liste d’applications existe ailleurs).
Les éléments du menu peuvent être configurés pour :
- Lancer un programme ou une application
- Lancer une commande interne, telle que quitter Window Maker
- Lister un répertoire dans un sous-menu
- Lister les fenêtres montrées actuellement
- Lister les espaces de travail disponibles

Beaucoup de distributions Linux utilisent leur propre menu d'applications pour Window Maker, bien qu’habituellement il ne puisse pas être édité par l’outil de configuration (qui va proposer de remplacer le menu existant avec un menu par défaut que l'on peut éditer).

## Nom
Le nom original du programme était WindowMaker (sans espace) jusqu'à ce qu'il y ait un conflit de sites internet entre windowmaker.org détenu par ce projet et windowmaker.com de Windowmaker Software Ltd., producteurs de logiciel pour fenêtres et portes.